# Temporada da WTA de 1992
O WTA Tour de 1992 (oficialmente chamado de 1992 Kraft General Foods World Tour devido ao seu patrocinador), foi a turnê de elite do tênis feminino profissional organizado pela Women's Tennis Association (WTA) para a temporada de 1992.
O WTA Tour de 1992 incluiu os quatro torneios Grand Slam, o WTA Championships e os eventos WTA Tier I, Tier II, Tier III, Tier IV e Tier V. Os torneios da ITF não faziam parte do WTA Tour, embora atribuíssem pontos para o WTA World Ranking.

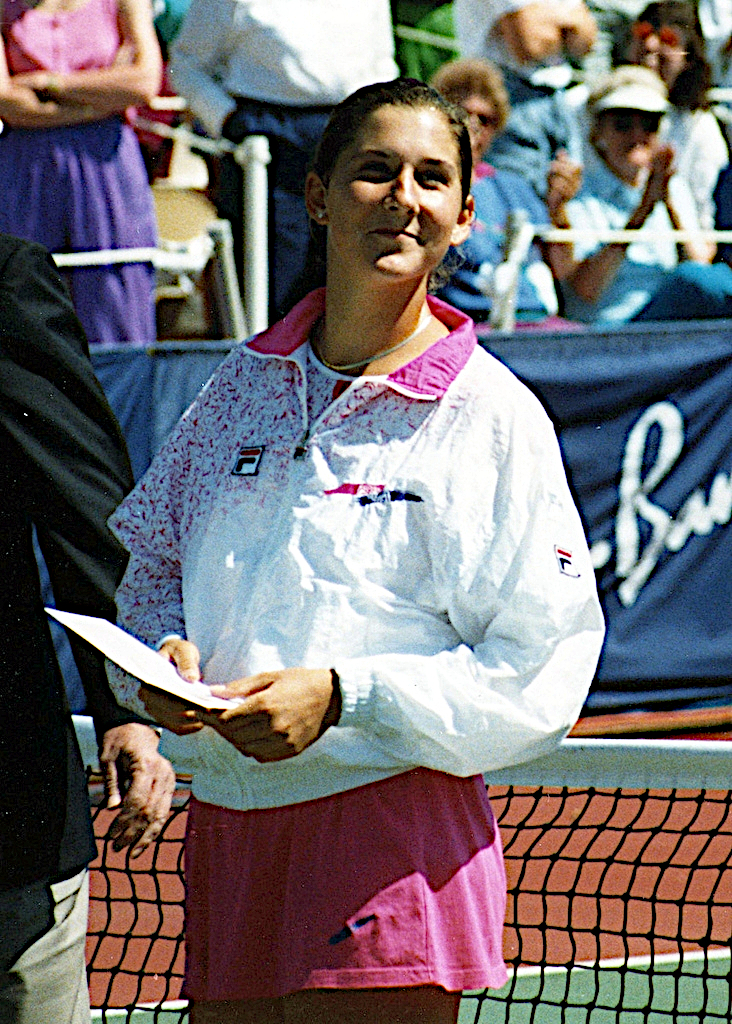
Monica Seles ganhou 10 títulos na temporada.

## Ranking de final de ano
Lista das 20 primeiras do ranking de final de ano da WTA de 1992 (23 de novembro de 1992) em competições de simples e duplas: